# Masopha

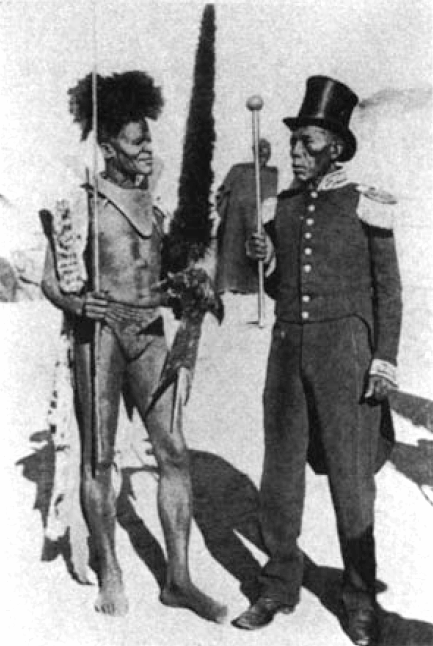
Masopha (rechts) im 19. Jahrhundert

Masopha (* 1822 (nach anderen Angaben 1820 oder um 1821); † 27. Juli 1899 in Thupa Kubu, heute Berea-Distrikt; Langform Masopha David Moshoeshoe, in beiden Formen auch Masupha) war ein Oberhaupt (Sesotho morena, englisch Chief) des Volkes der Basotho im historischen Lesotho und in der britischen Kolonie Basutoland.

## Leben
Masopha war nach Letsie und Molapo der dritte Sohn von morena e moholo Moshoeshoe I., dem Gründer der Basotho-Nation, und dessen Hauptfrau ’Mamohato. 1841 ließ er sich von Missionaren der Société des missions évangéliques de Paris taufen und nahm den zusätzlichen Namen David an. 1843 bis 1844 lebte er ein Jahr lang mit dem Missionar Thomas Arbousset in Kapstadt, wo er am Zonnebloem College unter anderem Englisch und Niederländisch lernte. Masopha verließ die Kirche wenige Jahre später, weil die Missionare den Krieg der Basotho gegen die Batlokoa ablehnten.
Masopha gilt als mutigster und rebellischster Sohn Moshoeshoes. 1853 führte er die Eroberung einer Hochburg der Batlokoa bei Marabeng an (heute nördlich von Lesotho), bei der deren Oberhaupt Sekonyela getötet wurde. Im selben Jahr nahm er am Senekal-Krieg teil, später auch am Seqiti-Krieg, wo er die Festung Thaba Bosiu gegen die Buren verteidigte. Nach dem Tod seines Vaters erhielt er Thaba Bosiu als Sitz, während sein älterer Bruder Letsie in Matsieng blieb. Masopha akzeptierte weder die Herrschaft Letsies noch die britische Kolonialherrschaft und war im Gun War gegen die Briten ein Zentrum des Widerstands, wenn er auch kaum in die Kämpfe eingriff. Er gründete 1886 die heutige Stadt Teyateyaneng. Er erstritt er sich das Recht auf eine eigene Verwaltung mit Polizeitruppe, war den Briten aber steuerpflichtig.
1898 zwang der britische Resident Commissioner Sir Godfrey Lagden Masophas Neffen Lerotholi, Masopha wegen dessen flüchtigen Sohnes zu stellen. Lerotholi besiegte Masopha in einem Gefecht bei Khamolane nahe Thaba Bosiu („Masophas Krieg“). Masopha verlor seine Stellung als Chief und starb kurz darauf in Thupa Kubu. Er wurde auf dem Thaba Bosiu nahe bei seinem Vater bestattet. Die Zeremonie wurde von einem katholischen Priester abgehalten, da Masopha kurz vor seinem Tod offenbar zum katholischen Glauben übergetreten war.
Masopha hatte mehrere Frauen und mindestens neun Kinder.